# わが美しき愛と哀しみ
『わが美しき愛と哀しみ』（原題：Mon bel amour, ma déchirure）は、1987年のフランス映画。
男女の暴力的で刹那的な愛欲と破滅を描く佳作。当時無名の新人のカトリーヌ・ヴィルグナンとフランスのB級俳優ステファーヌ・フェラーラ（当時はステファン・フェラーラ）が激しくも不毛で破滅的に向かう男女を演じている。

## あらすじ
ヒロインのカトリーヌ（C・ヴィルグナン）は舞台女優の卵であったが、暴力的な性格でワイルドでヤクザな男パトリック（S・フェラーラ）と激しいセックスにのめり込んでしまう。そんなカトリーヌも女優として目覚めていくにつれ、暴力的で身勝手なパトリックについていけなくなり仕事に支障きたした時に決定的に醒めていくが、パトリックはなおかつ振り回しやがてカトリーヌを苦しめ信じられない行動に出る。

## スタッフ
- 監督・脚本：ジョゼ・ピネイロ
- 製作：ヤニック・ベルナール
- 脚本：ルイ・カラフェルト
- 撮影：リシャール・アンドリ
- 音楽：ロマーノ・ムスマッラ
- 主題歌："Catherine" 歌：ジャック・エドワーズ

## キャスト
- カトリーヌ・ヴィルクナン：カトリーヌ
- ステファン・フェラーラ：パトリック
- ヴェラ・グレッグ：監督